# معركة جبل نفوسة (جهة طرابلس)
معركة جبال نفوسة هي معركة وقعت بين الخوارج والعباسيين في مدينة طرابلس عاصمة ليبيا حاليا في سنة 155 للهجرة.
موقع جبل نفـــوسة: يقع جبل نفوسة شمال غرب ليبيا وهو عبارة عن سلسلة جبال متوسطة الارتفاع تمتد في اتجاه الغرب من الشرق، على مسافة طولها حوالي 400 كلم، تحديداً جنوب غرب طرابلس ويعرف اليوم بالجبل الغربي.
قائد جيش الخلافة : يزيد بن حاتم المهلبي انتصر
قائد الخوارج : أبو حاتم يعقوب ابن لبيب الخارجي انهزم وقتل.

## أسباب الــمـعـــركة
حصار الخوارج الإباضية للقيروان بقيادة أبو حاتم الخارجي، وبداخلها عمر بن حفص المهلبي والي المغرب العربي حصاراً شديداً، وكانت الخوارج تقتل كل من يخرج خلف أسوار القيروان من أهلها حتى قُتل الوالي العباسي عمر بن حفص المهلبي عندئذ كلف الخليفة العباسي أبو جعفر المنصور القائد العسكري يزيد بن حاتم المهلبي لحربهم ودحرهم.

## جيش الــــــخلافة
القائد العام: يزيد بن حاتم المهلبي
جميل بن صخر المهلبي قائد
سالم بن سوادة التميمي وكان على المقدمة
وكان جيش الخلافة يتكون 
ثلاثين الف من الجند الجرسانية قدموا من العراق
وستين الف من أهل الشام والبصرة والكوفة إضافة إلى ما انضم اليهم من أهل المغرب العربي لتحريره من قبضة الخوارج.

## جيش الخـــوارج
القائد العام: أبو حاتم يعقوب بن لبيب الخارجي مولى كندة
اما جيش الخوارج البربر فقد كان يقدر بالاف ومكون من قبائل البربر التالية:
قبائل بربرية وعرب المغرب الإسلامي.
وكانت القبائل البربرية هي نواة جيش ابوحاتم الخارجي

## حشد الخوارج في جبال نفوسة
لما أبو حاتم الخارجي قدوم القائد العباسي يزيد بن حاتم المهلبي من المشرق باهذا الجيش القوي الجرار الكثير العدد لحرب الخوارج عرف في الحال انه لاطاقة له بقتالهم في مكان سهل بل اختار مكان أكثر ملامة لخوض المعركة
1- فختار جبال نفوسة نضر لوعورته أفضل مكان لتحصن فختار اوعر مكان فيها في الجبل 
2- ثم امر جنوده بان يحفروا خندق كبير لحمايتهم ويكون حاجرا عليهم من الجيش العباسي.

## الــــمعـــركة
الهجوم من جهة الخندق:
صار القائد يزيد بن حاتم المهلبي بجيشه العباسي للقاء أبو حاتم الخارجي الذي عسكر في جبال نفوسة الوعرة ولم يخف يزيد بن حاتم وجيشه الباسل معسكر ابوحاتم الوعرة الذي يتميز بالخطورة فلم صار ووجها لوجه قر ر يزيد بن حاتم بنظره الثاقب ان يهاجم من جهة الخندق لان الجبال تحمي جيش الخوارج من جميع الجهات.
بداية المعركة:
بدات المعركة وتقاربَ الجمعان، وتدانت الفئتان، وبدأت مراحلُ القتال بين الجيش العباسي وجيش المتمردين الخوارج وقتتل الطرفين المتحاربين حتى حميت الحرب وصار القتال شديد وعسم الغبار ميدان المعركة بين الطرفين وحمي الوطيس من ضرورة المعركة فلاتسمع صليل السيوف وظرب القنا ولاترى طعن الرماح بين فرسان الطرفين.
حملة عبد الله بن يزيد بن حاتم:
اراد يزيد بن حاتم ان يحمل على خوارج في خندقهم الا ان المهلب بن المغيرة امسك لجام فرسه فهم يزيد بن يضربه بالسوط فقال له المهلب ((والله لوقطعتها ماتركتك انا اعلم بقتال القوم منك فمر بعض ولدك أن يحمل فان للبربر حملة لاتطاق ثم احمل أنت بعده أنت أذا شئت))
فحمل ابنه عبد الله بن يزيد بن حاتم وكان من اشجع الفرسان واشدهم بأس وقوة 
فحمل على البربر حملة صدقة قوية ومن معه من فرسان العرب حتى جندل فرسانهم الذين في المقدمة والحق بهم هزيمة قوية.
حملة يزيد بن حاتم المهلبي:
ثم حمل فارس العرب وقائد الجيش العباسي يزيد بن حاتم على الكبرى على البربر في خندقهم وصار القتال ضاريا قويا في الخندق وماهي الا مسئلة وقت حتى كان يزيد ومن معه من ابطال الجيش العباسي الذين كالاسود قد اقتحموا على المتمردين البربر من كان في الخندق فكسرا ميسرتهم وكسروا ميمنتهم وقلبهم معسكرهم.
هزيمة الخوارج الساحقة:
وبعد ان هزم يزيد البطل والجيش العباسي الباسل كانت جثث المتمردين البربر باللاف في الخندق من ابطال الجيش العباسي وحلت بهم أكبر هزيمة منكرة 
ومن نجا منهم ولوا الادبار هاربين طالبين لنفسهم النجاة تاركين العتاد والسلاح غنيمة للجيش العباسي الباسل الذي ثبت ثبوتا عضيما في يو ذلك النصر العظيم وقتل الجيش العباسي من المتمردين البربر ثلاثين الف ويقولون يا لثارات عمر بن حفص وبذلك ادركوا ثأر القائد عمر بن حفص المهلبي.
مقتل أبو حاتم الخارجي:
اما مصير قائد الخوارج أبو حاتم الخارجي فقد جندله ابطال الجيش العباسي قتيلا في ميدان الوغى مع كبار من قادة البربر الخوارج لما هزم جنده وتفرقوا عنه ويقول بن رقيق ((فقتل أبو حاتم في أهل بصائر من اصحابه وانهزم الباقون وطلبهم يزيد في كل فقتلهم قتلا ذريعا وبعث الخيله في طلبهم إلى كل ناحية)).

## إلى الـــقيروان
ثم دخل القائد المظفر يزيد بن حاتم المهلبي وجيشه الباسل عاصمة المغرب العربي القيروان ظافرا منتصرا ونشر الأمن والامان في ربوعه وجعل ولاية تونس إلى عمر بن عثمان الفهري والزاب والمغرب الأوسط لابنه المهلب بن يزيد والمغرب الاقصى يزيد اسحاق بن عبد المجيد الأوربي وظل والي عليه حتى ظهور الادارسة في عهد الرشيد 